# Trattato di Akhal
Il trattato di Akhal è una convenzione firmata tra l'impero persiano (l'Iran) e l'impero russo, in data 21 dicembre 1881. IL trattato prevede il riconoscimento ufficiale, da parte dell'Iran, dell'annesione del Khwarezm all'impero russo.

## Storia
Dopo che la Persia era stata notevolmente indebolita dalla sconfitta nel 1860, e con la crescente occupazione dell'Egitto da parte del Regno Unito nel corso degli anni 1873-1881, la Russia imperiale lanciò una campagna per prendere il controllo completo dell'Asia centrale a scapito dell'impero persiano. Le forze guidate dai generali Michail Dmitrievič Skobelev, Ivan Lazarev e Konstantin Kaufman condussero la campagna a fronte dell'incapacità di reagire della Persia.
Lo scià di Persia, Nasser al-Din Shah Qajar, incapace di recarsi personalmente, inviò il suo ministro degli esteri, Mirza Sa'eed Khan Mo'tamen ol-Mulk ad incontrare Ivan Zinoviev, allo scopo di firmare un trattato a Teheran.
In virtù di questo trattato, la Persia cessava di reclamare tutte le terre del "Turkestan" e della Transoxiana, stabilendo il fiume Atrak come nuova frontiera
A seguito di questo trattato, Merv, Sarakhs, Eshgh Abad e le zone adiacenti, passarono sotto il controllo russo e in particolare del generale Alexander Komarov nel 1884.